# Charles Gabet
Pour les articles homonymes, voir Gabet.
Charles Gabet (1793-1861) est un peintre portraitiste et policier français, surtout connu pour la publication de son Dictionnaire des artistes de l'école française au XIXe siècle.

## Biographie
Né le 30 mars 1793 à Courbevoie, Louis Charles Henry Joseph Onésime Gabet était fils de Pierre-Charles-Laurent Gabet, maître de pension, et Charlotte Bobillier.
Peintre portraitiste en miniature et à l'aquarelle, il représenta nombre de membres de la bonne société : aristocrates, personnalités politiques, diplomates et militaires.
Il publia aussi en 1831 un monumental Dictionnaire des artistes de l'école française au XIXe siècle qui s'imposa comme une référence bibliographique majeure sur les milieux artistiques de son temps, puis s'intéressa à la photographie.
Il mena en parallèle une carrière de fonctionnaire, comme chef de bureau au Ministère de l'Intérieur puis dans l'emploi de commissaire de police du quartier de la Porte Saint-Martin. À ce titre, il procéda entre autres à l'arrestation du socialiste François-Vincent Raspail accusé de conspiration. Il fut surtout occupé du maintien de l'ordre dans le quartier animé dont il avait la charge, caractérisé par la présence de nombreux théâtres du boulevard.
Il décéda le 27 décembre 1861 dans le 10e arrondissement de Paris.
Il ne doit pas être confondu avec son fils le librettiste Charles Gabet qui lui succéda comme commissaire de police.

## Œuvres
- Charles Gabet, Dictionnaire des artistes de l'école française au XIXe siècle, Peinture, sculpture, architecture, gravure, dessin, lithographie et composition musicale, Paris, Madame Vergne, 1831, 710 p. (lire en ligne) cet exemplaire est incomplet, lire plutôt celui sur Gallica
- Musée daguerrien, album des célébrités théâtrale, portraits et biographie, avec des photographies de Malacrida (1850)
- Un recueil de ses œuvres picturales est conservé par la Bibliothèque nationale de France.